# Eric García
Eric García Martret (sinh ngày 9 tháng 1 năm 2001) là một cầu thủ bóng đá chuyên nghiệp người Tây Ban Nha hiện đang thi đấu ở vị trí trung vệ hoặc hậu vệ phải cho câu lạc bộ La Liga Barcelona và đội tuyển bóng đá quốc gia Tây Ban Nha.

## Sự nghiệp câu lạc bộ

### Barcelona
Vào ngày 1 tháng 6 năm 2021, trên trang chủ của câu lạc bộ Barcelona đã ra thông báo đã ký thành công với Eric García một bản hợp đồng có thời hạn 5 năm đến mùa giải 2025-2026, với mức phí phá vỡ hợp đồng lên đến 400 triệu euro.
Trước đó vào ngày 1 tháng 6 năm 2021 anh đã có mặt ở đội chủ sân Camp Nou kiểm tra sức khỏe, ký kết hợp đồng và ra mắt báo chí anh được coi là tương lai của Barcelona.
Trên thực thế Eric vẫn là người của câu lạc bộ Manchester City anh sẽ chính thức là người của FC Barcelona vào ngày 1 tháng 7 năm 2021.

## Sự nghiệp quốc tế
Sau khi khoác áo đội U19 và U21, García có lần đầu tiên được gọi lên tuyển quốc gia Tây Ban Nha vào ngày 20 tháng 8 năm 2020 cho 2 trận gặp Đức và Ukraina tại UEFA Nations League. Anh ra mắt đội tuyển quốc gia Tây Ban Nha và ngày 6 tháng 9 năm 2020, khi vào sân thay cho Sergio Ramos vào phút 61 trong trận thắng Ukraina 4–0.

## Thống kê sự nghiệp

### Câu lạc bộ
Tính đến ngày 8 tháng 1 năm 2025
| Câu lạc bộ          | Mùa giải            | Giải vô địch        | Giải vô địch | Giải vô địch | Cúp quốc gia | Cúp quốc gia | Cúp liên đoàn | Cúp liên đoàn | Châu Âu | Châu Âu | Khác | Khác | Tổng cộng | Tổng cộng |
| Câu lạc bộ          | Mùa giải            | Hạng đấu            | Trận         | Bàn          | Trận         | Bàn          | Trận          | Bàn           | Trận    | Bàn     | Trận | Bàn  | Trận      | Bàn       |
| ------------------- | ------------------- | ------------------- | ------------ | ------------ | ------------ | ------------ | ------------- | ------------- | ------- | ------- | ---- | ---- | --------- | --------- |
| Manchester City U21 | 2018–19             | —                   | —            | —            | —            | —            | —             | —             | —       | —       | 1    | 0    | 1         | 0         |
| Manchester City     | 2018–19             | Premier League      | 0            | 0            | 0            | 0            | 3             | 0             | 0       | 0       | 0    | 0    | 3         | 0         |
| Manchester City     | 2019–20             | Premier League      | 13           | 0            | 2            | 0            | 3             | 0             | 2       | 0       | 0    | 0    | 20        | 0         |
| Manchester City     | 2020–21             | Premier League      | 6            | 0            | 2            | 0            | 1             | 0             | 3       | 0       | —    | —    | 12        | 0         |
| Manchester City     | Tổng cộng           | Tổng cộng           | 19           | 0            | 4            | 0            | 7             | 0             | 5       | 0       | 0    | 0    | 35        | 0         |
| Barcelona           | 2021–22             | La Liga             | 26           | 0            | 1            | 0            | —             | —             | 9       | 0       | 0    | 0    | 36        | 0         |
| Barcelona           | 2022–23             | La Liga             | 24           | 1            | 3            | 0            | —             | —             | 4       | 0       | 1    | 0    | 32        | 1         |
| Barcelona           | 2023–24             | La Liga             | 2            | 0            | —            | —            | —             | —             | —       | —       | —    | —    | 2         | 0         |
| Barcelona           | 2024–25             | La Liga             | 11           | 0            | 1            | 1            | —             | —             | 2       | 0       | 1    | 0    | 15        | 1         |
| Barcelona           | Tổng cộng           | Tổng cộng           | 63           | 1            | 5            | 1            | 0             | 0             | 15      | 0       | 2    | 0    | 85        | 2         |
| Girona (mượn)       | 2023–24             | La Liga             | 32           | 5            | 1            | 0            | —             | —             | —       | —       | —    | —    | 33        | 5         |
| Tổng cộng sự nghiệp | Tổng cộng sự nghiệp | Tổng cộng sự nghiệp | 114          | 6            | 10           | 1            | 7             | 0             | 20      | 0       | 3    | 0    | 154       | 7         |

1. ↑  Bao gồm FA Cup và Copa del Rey
2. ↑  Bao gồm EFL Cup
3. 1 2 3 4  Số lẩn ra sân tại UEFA Champions League
4. ↑  Bốn lẩn ra sân tại UEFA Champions League, năm lẩn ra sân tại UEFA Europa League
5. 1 2  Số lẩn ra sân tại Supercopa de España

## Danh hiệu
Manchester City
- Premier League: 2020–21[13]
- EFL Cup: 2019–20[14]
- FA Community Shield: 2019[15]
- UEFA Champions League á quân: 2020–21[16]

Barcelona
- La Liga: 2022–23[17]
- Supercopa de España: 2023,[18] 2025[19]

U-17 Tây Ban Nha
- UEFA European Under-17 Championship: 2017[20]
- FIFA U-17 World Cup á quân: 2017[21]

U-19 Tây Ban Nha
- UEFA European Under-19 Championship: 2019[22]

U-23 Tây Ban Nha
- Huy chương Vàng Thế vận hội Mùa hè: 2024[23]

Tây Ban Nha
- UEFA Nations League á quân: 2020–21[24]

Cá nhân
- Đội hình xuất sắc nhất Giải vô địch bóng đá U-19 châu Âu: 2019[25]
- Đội hình nam U20 xuất sắc nhất của IFFHS: 2021[26]
- Đội hình nam U20 xuất sắc nhất của IFFHS tại châu Âu: 2020,[27] 2021[28]